# Nomada panurgina
Nomada panurgina är en biart som beskrevs av Morawitz 1869. Nomada panurgina ingår i släktet gökbin, och familjen långtungebin. Inga underarter finns listade i Catalogue of Life.